# 开放源代码促进会
开放源代码促进会（Open Source Initiative，缩写：OSI），又译作开放原始码组织，是一个旨在推动开源软件发展的非盈利组织。

## 背景
1998年2月，OSI由布魯斯·斐倫斯及埃里克·斯蒂芬·雷蒙等人创立，啟發於当时网景公司为了与微软的IE浏览器竞争，将他们的旗舰产品网景浏览器发布成自由软件。
从OSI创立起，雷蒙就担任主席，一直到2005年2月；之后拉斯·尼爾森继任了一个月，但因为一些争论，他很快辞职；随后邁克爾·蒂曼担任过渡期的主席。
一些对自由软件以及GNU/Linux感兴趣的人，打算用更符合市场口味的方式来介绍自由软件，试图在商业中找到合适的位置，减少意识形态上的沟壑。这导致了开放源代码（Open source，简称开源）这个称谓的产生，同时也导致与理查德·斯托曼及其自由软件基金会的分道扬镳。

## 成果
- 1998年到2000年，开放源代码在媒体的曝光率很高，但常被曲解。
- 许多企业开始考虑改用开源的操作系统。
- OSI发布了一系列微软的内部备忘录：万圣节文件，该文件显示微软将GNU/Linux视作对手，为了消除开源软件的威胁，微软试图采取各种办法。

## 目前情况
Open Source Initiative现在仍很活跃，其理事会成员包括：

| - 德博拉·布萊恩特（Deborah Bryant） - 莫利·布朗克（Molly de Blanc） - 理查德·豐塔納（Richard Fontana） - 萊斯利·霍桑勒斯（Leslie Hawthorn） | - 帕特里克·馬森（Patrick Masson） - 邁克·米林科維奇（Mike Milinkovich） - 阿利森·蘭德爾（Allison Randal）（主席） - 約書亞·西蒙斯（Joshua Simmons） | - 保羅·塔利亞蒙特（Paul Tagliamonte） - 伊塔洛·維格諾拉（Italo Vignoli） - 斯特凡諾·扎基羅利（Stefano Zacchiroli） |

过去的OSI理事会成员包括：

| - 馬特·阿塞（Matt Asay） - 布莱恩·贝伦多夫（Brian Behlendorf） - 彼得·多衣奇（L. Peter Deutsch） - 肯·庫爾（Ken Coar） - 丹尼斯·庫柏（Danese Cooper） - 克里斯·迪博納（Chris DiBona） - 卡爾·福格爾（Karl Fogel） - 瑞夏伯·A·戈什（Rishab Aiyer Ghosh） - 邁克·戈德溫（Mike Godwin） - Harshad Gune - 伊藤穰一 | - 吉姆·加吉爾斯基（Jim Jagielski） - 法比歐·侃（Fabio Kon） - 拉吉·馬圖爾（Raj Mathur） - 馬丁·米裘麥爾（Martin Michlmayr） - 伊恩·默多克 - 拉斯·尼爾森（Russ Nelson）（前任主席） - Nnenna Nwakanma - 安德魯.奧利弗（Andrew C. Oliver） - 布魯斯·佩倫斯 - 西蒙·菲普斯（Simon Phipps）（前任主席） | - 埃里克·雷蒙（前任主席） - 吉多·范羅蘇姆 - Chip Salzenberg - 蒂姆·塞勒（Tim Sailer） - 歐羅麗塔·夏爾馬（Alolita Sharma） - 布魯諾·索薩（Bruno Souza） - 邁克爾·蒂曼（Michael Tiemann）（前任主席） - 路易斯·維拉（Luis Villa） - 托尼·沃瑟曼（Tony Wasserman） - Sanjiva Weerawarana |

## 外部連結
- 官方网站